# Lípa srdčitá v Hořiněvsi (Lípa ze Šporkovy aleje)
Lípa srdčitá v Hořiněvsi (Lípa ze Šporkovy aleje) je památný strom – lípa srdčitá nacházející se v obci Hořiněvěs podél komunikace, součást tzv. Šporkovy aleje v okrese Hradec Králové.
- výška: 26 m
- stáří: 300 let
- obvod kmene: 320 cm
- výška koruny: 22 m
- šířka koruny: 10 m[1]

## Památné a významné stromy v okolí
- Lípa srdčitá v Hořiněvsi (Lípa u Barbory)
- Hněvčeveská lípa
- Dohalický dub
- Jasan ztepilý u Čistěvsi